# The Fisherman’s Friends
Die Fisherman’s Friends sind ein Shanty-Chor aus dem Dorf Port Isaac in Cornwall. Der gleichnamige Kinofilm aus dem Jahr 2019 zeichnet ihre Geschichte nach.

## Geschichte
Mitte der 1990er fanden sich in dem an der Küste Cornwalls gelegenen Port Isaac einige Einheimische zusammen, um im Hafen des Fischerdorfs gemeinsam Seemannslieder zu singen. Daraus wurde eine Tradition, und die in den Sommermonaten an Freitagen stattfindenden Gesangsdarbietungen wurden zu einer lokalen Attraktion. Der Chor nahm auch zwei CDs auf, die sie selbst vertrieben.
In den 2000ern wurde das Dorf unter anderem auch als Drehort der Serie Doc Martin bekannt, und ein Produzent des Universal-Labels wurde im Urlaub auf den Chor aufmerksam. Anfang 2010 wurde der zehnköpfigen Gruppe, deren Mitglieder bereits alle über 50 Jahre alt waren, ein Plattenvertrag angeboten und ein Album mit A-cappella-Shantys aufgenommen.
Das Album der Fisherman’s Friends erwies sich als sehr erfolgreich und konnte im April 2010 auf Anhieb in die Top 10 der UK-Albumcharts einsteigen. Es verkaufte mehr als 150.000 Exemplare und wurde mit Gold ausgezeichnet. Neben landesweiten Konzerten, unter anderem in der Royal Albert Hall, folgten im Sommer auch Festivalauftritte wie in Glastonbury.
Am 9. Februar 2013 kam es in Guildford bei einem Auftritt zu einem schweren Unfall mit einer Metalltür. Der Sänger Trevor Grills und der Tourmanager Paul McMullen starben. Danach setzte die Gruppe ein Jahr lang alle Auftritte aus. Dennoch erschien im Herbst 2013 ein zweites Album mit dem Titel One and All, das den beiden Verstorbenen gewidmet wurde. Es kam auf Platz 29 der britischen Charts.

## Mitglieder
- John Brown, Julian Brown, Jeremy Brown, Trevor Grills († 2013)[9], John Lethbridge, Billy Hawkins, Nigel Sherratt, Peter Rowe, John McDonnell, Jon Cleave

## Diskografie
Alben
- Suck’em and Sea (Marine Records)
- Another Mouthful From … The Fisherman’s Friends (Marine Records)
- Port Isaac’s Fisherman’s Friends (Universal, 2010)
- One and All (Universal, 2013)
- Proper Job (Sony Music, 2015)
- Sole Mates (Cod and Chips, 2018)
- Keep Hauling (2019)